# 彼得拉·弗尔霍娃
彼得拉·弗尔霍娃（1995年6月13日—）生于日利納州利普托夫斯基米庫拉什，是一名斯洛伐克女子高山滑雪运动员。她于三岁时在父母的介绍下开始练习滑雪。她的哥哥Boris Vlha是一名摩托车越野选手。